# Brachystele guayanensis
Brachystele guayanensis (Lindl.) Schltr., 1920 è una specie di orchidea diffusa in America centrale e Sud America.

## Distribuzione e habitat
È presente nel sud del Messico, Costa Rica, El Salvador, Guatemala, Honduras, Trinidad e Tobago, Colombia, Suriname, Guyana, Venezuela, Bolivia, Guyana francese e Brasile del nord.